# Blériot 110
O Blériot 110 (ou Blériot-Zappata 110) foi uma aeronave francesa construída em 1930 para realizar recordes de voo de longa distância.

## Design e desenvolvimento
Construído especificamente para uma requisição de encomenda para o Serviço Técnico do Ministério do Ar Francês. Ele era um monoplano biposto de asa alta construído em madeira.. Foi equipado com seis tanques de combustível nas asas e mais quatro dentro da fuselagem, assim levando um total de 6 000 litros (1 590 galões) de combustível. Por causa desta configuração os assentos do piloto e do co-piloto ficavam entre os tanques da fuselagem, assim para a assistência nos pousos e decolagem foi instalado um periscópio. Possuía um assento para descanso atrás do posto do co-piloto, que era utilizado quando eram realizados os voos de longa distância, sendo que um descansava por vez.
O primeiro voo ocorreu em 16 de maio de 1930, mas foi interrompido por um problema no suprimento de combustível, mas que não causou danos. Após os reparos a aeronave, eles seguiram para Orã, Argélia, para realizar o voo de circuito fechado para o recorde mundial de longa distância.

### Quebra de recordes
Entre 15 de novembro de 1931 e 26 de março de 1932, o Blériot 110, pilotado por Lucien Bossoutrot e Maurice Rossi, quebraram este recorde três vezes; na ocasião final ficou no ar por 76 horas e 34 minutos e cobriu uma distância de 10 601 quilômetros (6 590 milhas), Nesta época o avião estava sendo chamado de Joseph Le Brix em honra ao piloto que havia morrido voando em uma aeronave rival do 110, o Dewoitine D.33.
Em 15 de agosto de 1933, Paul Codos e Maurice Rossi estabeleceram um novo recorde de longa distância em linha reta, vando de Nova Iorque para Rayak, Síria, uma distância de 9 105 quilômetros (5 660 milhas). Mais registros foram tentados durante os dois anos seguintes, mas estes foram provados sem sucesso, e o 110 foi desmanchado.